# 中央 (北九州市)
中央（ちゅうおう）は福岡県北九州市八幡東区の町名。現行行政地名は中央一丁目から中央三丁目。郵便番号は805-0019。 
1992年の区間廃止までは、西鉄北九州線の「中央町電停」が存在したことや、かつての地名から中央町（ちゅうおうまち）とも呼ばれる。

## 地理
旧八幡市、及び北九州市の中央部に位置する。八幡東区の中心地で、地区の北側を東西に国道3号が通っている。地区の中心部を旧電車通り（福岡県道50号八幡戸畑線・福岡県道62号北九州小竹線）及び山手通りが東西に通る。
地域には、八幡東区役所などの行政施設を中心に、八幡製鐵所「東門」の門前町として栄えた八幡中央区商店街、銀行、郵便局などがあり、飲食店やマンション等が建設されている他、各科医院も数多い。
かつての地名や電停名などから「中央町」と呼ばれ、2020年現在でも、旧電車通りと山手通りが交差する中心交差点の名称は「中央町」である。

## 歴史

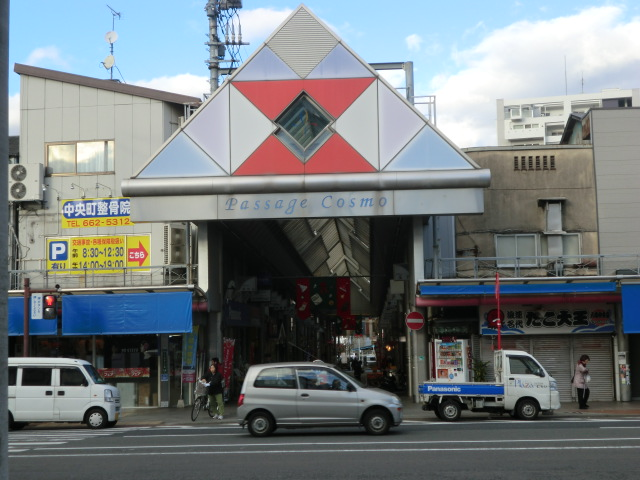
八幡中央区商店街の入口

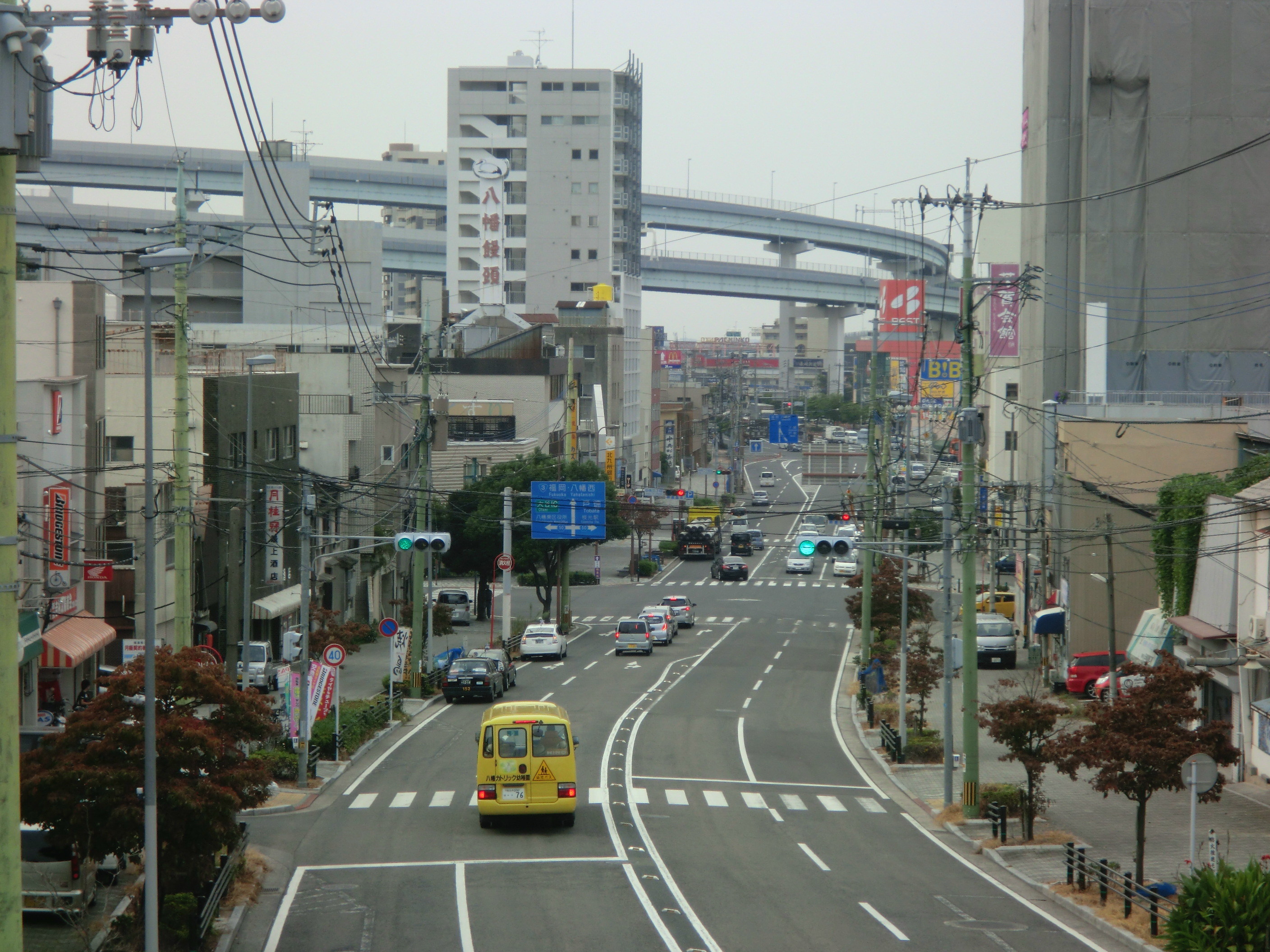
高炉台公園付近より

もともと当地は筑前国遠賀郡の枝光村・尾倉村の領域であった。1889年に枝光村、大蔵村、尾倉村が合併して八幡村が成立すると、当地もその一部となる。1899年に八幡村は町制を敷き八幡町となり、1917年に市制施行、八幡市となった。
この地が発展するきっかけとなったのは官営八幡製鐵所である。1901年に東田地区に官営製鐵所が建設され、製鐵所の東門が設置された当地は、製鐵所の「企業城下町」として繁栄した。
1902年には八幡高等小学校（現在の北九州市立中央中学校）が創設され、また東田地区にあった岡東小学校も「八幡尋常小学校」（現在の北九州市立八幡小学校）として八幡高等小学校に隣接する箇所に移転し、教育の面でも地域の中心地としての役割を持つようになった。
1911年には九州電気軌道（西鉄の前身）の路面電車である九軌北九州本線（後の西鉄北九州線）が開通し、1923年には枝光線の中央区 - 枝光駅前区間が開通したことから、「中央町電停（戦前は中央区）」は北九州本線と枝光線との結節点として、乗換停留場となった。
戦前から戦後に掛けて当地は「八幡市中央区」という呼び名で呼ばれており、西鉄北九州線の電停名称も戦前・戦中は「中央区」、戦後は「中央町」であった。ただし、街区表示実施前の地番表示時代の正式な地名は「大字尾倉」「大字大蔵」であり、地名としての「中央町」が誕生したのは1960年で、1971年に山王が独立し、街区表示実施後の大蔵・尾倉の一部を併合して現在の「中央」となった。
1932年、中央区電停前に「九州百貨店」が開店した。九州百貨店は戦災で焼失し、戦後は京都の丸物の傘下となり、「八幡丸物」としてオープンしたが、西中央公団住宅内テナントエリアに移転後の1971年に閉店した。その後はユニード八幡店としてリニューアル開業し、企業買収に伴ってダイエー八幡店、ダイエーが運営するダイエーグルメシティ八幡店と店名を変更したが、2009年に閉店した。北九州丸食が運営していたサンク八幡中央町店も2001年に閉店しており、以降は当地に大型小売店舗は存在しない。
西鉄の路面電車は1985年に枝光線全線が、1992年に北九州線の砂津 - 黒崎駅前区間が廃止され、電停も廃止された。以降は路面電車の代替バスが、西鉄バス北九州によってほぼ同ルートを稼働している。

## 催事
- 起業祭 - 1901年の官営製鉄所（八幡製鉄所）起業を祝う祭りで、大谷球場周辺を本会場として、中央及び大谷地区一帯で、11月3日頃に3日間行われる。当日は多くの人が集まる。
- 八幡中央祇園山笠 - 毎年7月に行われる祭り。高さ4.7メートル、重さ2トンを超える山笠が街をめぐる[3]。元々は戦前からある祭りで、現在は「青笠会」という保存会が祭りの保存を担っている[3]。

## 交通
- 国道3号線が地区を東西に貫通する。
- 旧電車通りを走行する西鉄北九州線代替バス（行先番号1）、戸畑方面に走行する西鉄枝光線代替バス（行先番号91）を含む、西鉄バス北九州の路線バスが毎時15本程度と頻繁運行しており、小倉駅近郊や黒崎・折尾にバス1本で移動が可能で、地区内には西鉄バスのバス停が4箇所（中央二丁目、中央三丁目、八幡東区役所下、八幡東区役所）存在する。
- 福岡市天神と北九州を結ぶ西鉄高速バスのいとうづ号・ジ アウトレット 北九州系統が、中央二丁目バス停に停車する。また、東田にあるJR九州のスペースワールド駅も徒歩圏内であることなど、交通の便は良好である。

## 施設
- 八幡東区役所
- 八幡東区保健福祉センター（八幡東保健所）
- 八幡郵便局
- 八幡中央三丁目郵便局
- レインボープラザ（北九州市勤労者会館）
  - 八幡大谷市民センター（旧・八幡大谷公民館）
- 北九州市立中央中学校
- 北九州市立八幡小学校
- 北九州市立中央保育所
- 北九州市立八幡東体育館
- 高炉台公園
- 高炉台球場
- 八幡中央区商店街

## 金融機関
- みずほ銀行八幡支店（旧：富士銀行八幡支店）
- 北九州銀行八幡中央支店（旧：山口銀行八幡中央支店）
- 福岡銀行八幡支店
- 西日本シティ銀行八幡支店（旧：福岡相互銀行→福岡シティ銀行八幡支店）
- 福岡ひびき信用金庫中央町支店（旧：北九州八幡信用金庫中央町支店）